# Kelurahan Papanggo
Kelurahan Papanggo är en administrativ by i Indonesien.   Den ligger i provinsen Jakarta, i den västra delen av landet. Huvudstaden Jakarta ligger i Kelurahan Papanggo. Kelurahan Papanggo ligger vid sjön Danau Cincin.